# Apini
Los apinos (Apini) son una tribu de la subfamilia Apinae con un solo género (Apis) que incluye las nueve especies de abejas melíferas.
El género Apis fue descrito por Linnaeus en 1758. Comprende nueve especies de abejas. Originarias del hemisferio oriental, salvo una especie Apis mellifera que es del hemisferio occidental y fueron introducidas en todo el mundo.

## Especies del géneroApis
- Apis mellifera Linnaeus, 1758, abeja europea o abeja melífera occidental.
- Apis cerana Fabricius, 1793, abeja asiática o abeja melífera oriental.
- Apis florea Fabricius, 1787, abeja melífera chica o abeja melífera asiática chica.
- Apis dorsata Fabricius, 1798, abeja melífera grande o abeja melífera asiática grande.
- Apis nigrocincta Smith, 1861, abeja melífera de las Filipinas.
- Apis koschevnikovi Buttel-Reepen, 1906, abeja de Koschevnikov en Borneo, Malasia e Indonesia.
- Apis andreniformis Smith, 1858, abeja asiática melífera chica oscura.
- Apis nuluensis Tingek, Koeniger and Koeniger 1996, abeja melífera de Borneo, Sabah y Brunéi.
- Apis laboriosa Smith, 1871, abeja melífera del Himalaya o abeja melífera de las rocas.

## Abejas melíferas vivientes y fósiles  (Apini:Apis)
Tribu Apini Latreille
Género Apis Linnaeus (s. lato)
- henshawi grupo de especies (†Priorapis Engel, †Synapis Cockerell)
  -     - †A. vetusta Engel
    - †A. henshawi Cockerell
    - †A. petrefacta (Říha)
    - †A. miocenica Hong
    - †A. longitibia Zhang
    - †A. “Miocene 1”
- armbrusteri grupo de especies (†Cascapis Engel)
  -     - †A. armbrusteri Zeuner
    - †A. nearctica, sp. Nov.
- florea grupo de especies (Micrapis Ashmead)
  -     - A. florea Fabricius
    - A. andreniformis Smith
- dorsata grupo de especies (Megapis Ashmead)
  -     - †A. lithohermaea Engel
    - A. dorsata Fabricius
- mellifera grupo de especies (Apis Linnaeus s. stricto) 
  - mellifera subgrupo
    - A. mellifera Linnaeus (Apis Linnaeus s. strictissimo)

  - cerana subgrupo (Sigmatapis Maa)
    - A. cerana Fabricius
    - A. nigrocincta Smith
    - A. koschevnikovi Enderlein